# Theodor von Richter
Theodor Andreas Gotthard Alexander von Richter (* 15. August 1852 in Riga; † 13. August 1925 in Jena) war ein deutsch-baltischer Landespolitiker in Livland und wurde 1912 in den russischen Baronsstand erhoben. Er war bis 1908 Besitzer von Gut Alt-Drostenhof in Livland.

## Leben

### Herkunft und Familie
Theodor von Richter stammte aus dem deutsch-baltischen Adelsgeschlecht von Richter. Sein Vater Alexander von Richter (1802–1864), der mit Martha Freiin von Budberg (1759–1809) verheiratet war. Theodor heiratete 1889 Helene Loewen (* 1864), ihre Nachkommen waren:
- Barbara von Richter (* 1897) ⚭ Gregor  von Brackel (* 1896)
- Erika von Richter (* 1898)
- Leonhard von Richter (* 1901)

### Werdegang
Richter besuchte bis 1864 das Vitzthum-Gymnasium Dresden und wechselte dann in die Krümmerschen Anstalten zu Werro, die er 1870 verließ. 1871 begann er mit dem Studium der Rechtswissenschaft an der Kaiserlichen Universität Dorpat und setzte sein Studium im Jahr 1876 in Berlin fort. 1878 übernahm der die Assessorenstelle am Landgericht in Riga. Von 1881 bis 1887 war er Assessor am Livländischen Hofgericht in Riga und wurde dort 1888 Gerichtsrat. Im Jahre 1890 wurde er Kassadeputierter  und 1891 wurde er Mitglied des Schulkollegiums am Landesgymnasium Birkenruh. 1893 wurde er zum Kreisdeputierte gewählt und behielt dieses bis 1896. Von 1891 bis 1898 war er Ehrenassessor des Wenden-Walkschen Oberkirchenvorsteheramts. 1896 bis 1899 war er Oberdirektionsrat der Livländischen Adeligen Güterkreditsozietät und wurde 1889 zum livländischen Landrat gewählt. In der Livländischen Ritterschaft war er ab 1898 Präsident der Stipendienkommission und ab 1899 Ritterschaftssekretär.
Im Jahre 1905 wählte man ihn zum Sekretär der Baltischen Konstitutionellen Partei  und von 1908 bis 1915 war er Delegierter der Livländischen Ritterschaft im Verwaltungsrat des Politechnikums in Riga. Weitere Ämter waren Direktor der Rigaschen Kredit-Gesellschaft (1909–1920), Geschäftsführender Assessor des Riga-Wolmarschen Adeligen Waisengerichte. Seinen Lebensabend verbrachte er ab 1921 in Jena.